# Another Earthquake!
Another Earthquake! é o quarto álbum de estúdio do cantor estadunidense Aaron Carter. O seu lançamento ocorreu em 3 de setembro de 2002, tornando-se o último álbum de Carter sob a Jive Records. O álbum produziu os singles "Another Earthquake!", "Summertime", "To All the Girls" e "Do You Remember". 
Another Earthquake não obteve o mesmo desempenho de seu antecessor Oh Aaron (2001), porém estreou em seu pico de número dezoito pela parada Billboard 200 com vendagem de 41 mil cópias em sua primeira semana.

## Lista de faixas
| N.º            | Título                                      | Compositor(es)                               | Duração |  |
| 1.             | "Another Earthquake!"                       | Power, Lucas Secon                           | 2:51    |  |
| 2.             | "To All the Girls"                          | Sheppard, Rich Cronin, Kenny Gioia           | 3:25    |  |
| 3.             | "Summertime" (com participação de Baha Men) | Nicky Cook, Tony Momrelle, Martin Bushell    | 3:49    |  |
| 4.             | "My First Ride"                             | Power, Secon                                 | 3:09    |  |
| 5.             | "Do You Remember"                           | Danny O'Donoghue, Mark Mueller, Mark Sheehan | 3:57    |  |
| 6.             | "2 Good 2 B True"                           | Cook, Suzi Thurston, Phil Dane, Bushell      | 3:32    |  |
| 7.             | "When It Comes to You"                      | Kevin Paige, Veit Renn                       | 3:38    |  |
| 8.             | "America A O"                               | Power, Secon, Alan Ross                      | 3:29    |  |
| 9.             | "Without You (There'd Be No Me)"            | Cook, Ben Coplan, Momrelle, Bushell          | 2:57    |  |
| 10.            | "Keep Believing"                            | Andy Goldmark, Mueller                       | 3:15    |  |
| 11.            | "Sugar"                                     | Brad Daymond, Alex Greggs, Goldmark          | 2:49    |  |
| 12.            | "Nick Snippets"                             |                                              | 4:38    |  |
| 13.            | "You Get to My Heart" (bonus track)         | Goldmark, Mueller                            | 3:04    |  |
| Duração total: | Duração total:                              | Duração total:                               | 41:47   |  |

## Desempenho nas tabelas musicais

### Paradas semanais
| Paradas (2002)                 | Melhor posição |
| ------------------------------ | -------------- |
| Japão - Oricon                 | 55             |
| Estados Unidos - Billboard 200 | 18             |